# Siegfried Terpoorten
Siegfried „Sigi“ Terpoorten (* 15. September 1971 in München) ist ein deutscher Schauspieler.

## Leben
Nach der Schule machte Terpoorten eine Ausbildung zum Elektroniker bei Siemens. Seine Schauspielausbildung absolvierte er an der Hochschule für Musik und Darstellende Kunst in Hamburg und an der Otto-Falckenberg-Schule in München.
Von 1996 bis 1998 war er unter der Intendanz von Frank Baumbauer am Schauspielhaus Hamburg zu sehen und ging mit Stefan Bachmann ans Schauspiel Basel. Erste filmische Versuche machte Terpoorten am Filmstudium Hamburg unter der Leitung von Hark Bohm. Dort arbeitete er unter anderem mit Janek Rieke, Kilian Riedhof und Marcus Hägg.
Der breiten Öffentlichkeit ist er aus der ARD-Reihe 4 gegen Z bekannt. Im Fernsehen war er weiterhin in Serien wie Tatort, SOKO Leipzig und Ein Fall für zwei, sowie als Ehemann von Désirée Nosbusch im Zweiteiler Eine Liebe in Saigon zu sehen. Spielfilmrollen verkörperte er unter anderem in Der Schuh des Manitu und Erkan und Stefan. 2006/2007 spielte er die Hauptrolle des Hauptkommissars Mark Brenner in der Sat.1-Krimiserie Stadt, Land, Mord.
2010 gründete er eine Filmproduktionsfirma in Zürich und arbeitet verstärkt mit dem Finnen Marcus Hägg zusammen.
Siegfried Terpoorten ist mit der Schauspielerin Barbara Terpoorten-Maurer verheiratet und hat zwei Kinder.

## Filmografie

### Kino
- 1995: Neulich am Deich
- 1998: Härtetest
- 1999: Erkan & Stefan
- 2000: Highway Society
- 2001: Alles Zombies
- 2001: Der Schuh des Manitu
- 2001: Sheherazade
- 2004: (T)Raumschiff Surprise – Periode 1
- 2006: Yanoosak
- 2008: Die Perlmutterfarbe
- 2010: Der Sandmann
- 2010: Dreiviertelmond
- 2011: Was weg is, is weg
- 2012: Tappava Talvi
- 2013: Buddy
- 2014: Zoe&Julie
- 2016: Dinky Sinky
- 2019: Benjamin Blümchen

### Fernsehen
- 1997: Kap der Guten Hoffnung
- 1998: Die Unschuld der Krähen
- 2000: Scheidung auf Rädern
- 2000: Krieger und Liebhaber
- 2000: Tatort – Kleine Diebe
- 2003: Ehespiele
- 2003: Stubbe – Von Fall zu Fall: Yesterday
- 2004: Tatort – Abseits
- 2004: Großstadtrevier (Fernsehserie)
- 2004: Mein Weg zu Dir heißt Liebe
- 2005: Eine Liebe in Saigon
- 2005–2006: 4 gegen Z (Fernsehserie, 27 Folgen)
- 2005–2007: Stadt, Land, Mord! (Fernsehserie, 8 Folgen)
- 2008: Spiel mir das Lied und du bist tot!
- 2012: Katie Fforde: Sommer der Wahrheit
- 2012: Plötzlich 70!
- 2013: Der Bestatter – Gespenster
- 2013: Frauenherzen
- 2013: Hubert und Staller (Fernsehserie, Folge Viel Wind um nichts)
- 2015: Herzensbrecher – Vater von vier Söhnen – Der Wohltäter
- 2015: Frau Pfarrer und Herr Priester
- 2016: Unser Traum von Kanada: Sowas wie Familie
- 2016: Frau Pfarrer & Herr Priester
- 2017: Mord in bester Gesellschaft – Winters letzter Fall (Fernsehreihe)
- 2018: Bier Royal
- 2018: Die Inselärztin – Notfall im Paradies
- 2019: Ella Schön: Die nackte Wahrheit (Fernsehfilm)
- 2019: Ella Schön: Sturmgeschwister (Fernsehfilm)
- 2019: In aller Freundschaft – Mutterliebe
- 2019: Heldt – Der längste Tag
- 2020: SOKO Köln – Aufruhr (Krimiserie)
- 2021: Ella Schön: Familienbande (Fernsehfilm)
- 2022: Ella Schön: Das Glück der Erde (Fernsehfilm)
- 2022: Ella Schön: Freischwimmer (Fernsehfilm)
- 2022: Ella Schön: Seitensprünge (Fernsehfilm)
- 2023: Frühling: Lauf weg, wenn du kannst (Fernsehfilm)

## Theater
- 1996–1998: Schauspielhaus Hamburg
- 1998: Theater Basel
- 2008–2010: Theater Neumarkt

## Hörspiele und Feature
- 2009: Iris Nindl/Elisabeth Putz: Inferno Livestream – Regie: Elisabeth Putz (DKultur/ORF)
- 2014: Pilgrim, Rolle: Malachi Styler, Regie: Karin Berri, SRF
- 2014: Die Andoulette, Rolle: Wilberforce, Regie: Martin Bezzola, SRF
- 2014: Leon&Louise, Rolle: Leon, Regie: Margret Nonhoff, SRF
- 2014: Der Fliegenforscher möchte Madame Celestine kennenlernen, Regie: Buschi Luginbühl, SRF
- 2015: Bei Betty, Rolle: Walter Nepomuk, Buch: Jan Decker, Regie: Johannes Mayr
- 2015: Die Frau mit den silbernen Augen, Rolle: Giacomo „Jim“ Geronimo, Regie: Karin Berri
- 2022: Jens Rachut: 40 Tage Regen, Rolle: Jafet, Noahs und Haikals Sohn, Regie: Jens Rachut, WDR